# Gerhard Thews
Gerhard Thews (* 22. Juli 1926 in Königsberg i. Pr.; † 16. Februar 2003) war ein deutscher Physiologe und ab 1964 ordentlicher Professor für Physiologie an der Universität Mainz.

## Leben und Wirken
Als Sohn des Verwaltungsinspektors Richard Thews und dessen Frau Margarete Thews, geborene Hecht, im Ostpreußischen Königsberg geboren, besuchte Gerhard Thews dort auch von 1932 bis 1936 zunächst die Grundschule und anschließend die Staatliche Oberrealschule auf der Burg. Unmittelbar nach Ablegung der Reifeprüfung im Jahr 1944 zum Wehrdienst einberufen, konnte er nach seiner Entlassung aus englischer Kriegsgefangenschaft mit dem Wintersemester 1945/1946 ein Studium der Naturwissenschaften an der Universität Kiel aufnehmen. Nach acht Semestern als ordentlich Studierender und weiteren zwei als Gasthörer bestand er im Jahr 1950 das Diplom für Physik. Es folgte eine kurzzeitige Assistenz am Physiologischen Institut, bevor er einen Forschungsauftrag der Deutschen Forschungsgemeinschaft erhielt. Mit dem Sommersemester 1951 nahm Thews schließlich ein Studium der Medizin auf, in dem er nach vier weiteren Semestern die Ärztliche Vorprüfung ablegte.
1954 wurde Thews an der Philosophischen Fakultät der Universität Kiel zum Dr. rer. nat. promoviert.
Im Februar 1957 trat Thews dann eine Assistentenstelle am Physiologischen Institut der Universität Kiel an, die er bis 1962 bekleidete. Während dieser Zeit beendete er im Jahr 1957 sein Studium der Medizin mit dem Examen und wurde an der Kieler Medizinischen Fakultät zum Dr. med. promoviert. Es folgte am selben Institut 1959 seine Habilitation, woraufhin er an der Universität Kiel zunächst eine Lehrtätigkeit als Privatdozent aufnahm (Physiologie), bevor ihm 1962 eine außerplanmäßige Professorenstelle übertragen wurde. 1963 wurde Thews in Kiel die Leitung der Abteilung für Vegetative Physiologie am Physiologischen Institut der Universität Kiel übertragen. Im Jahr 1964 erhielt er die Berufung auf den Lehrstuhl für Physiologie an der Johannes Gutenberg-Universität in Mainz und wurde zugleich Direktor des dortigen Physiologischen Instituts. 1968–1969 war er dort Dekan des Fachbereichs Medizin. Als langjähriger Leiter des Instituts für Physiologie und Pathophysiologie der Universitätsmedizin wurde Gerhard Thews 1994 emeritiert.
Im Jahr 1990 wurde er zum Mitglied der Leopoldina gewählt.
Unter den Tätigkeiten auf Funktionärsebene sind hervorzuheben:
- 1967–1969 Vorsitzender der Deutschen Physiologischen Gesellschaft (DPG)[5]
- 1970–1972 Mitglied des Wissenschaftsrats, Vorsitzender der Wissenschaftlichen Kommission (1972)[5]
- 1974–1975 Präsident der International Society on Oxygen Transport to Tissue (ISOTT)[5]
- 1974–1995 Präsidiumsmitglied des Medizinischen Fakultätentags[5]
- 1985–1993 Präsident der Akademie der Wissenschaften und der Literatur Mainz[5]

Thews war Autor und Herausgeber mehrerer Lehrbücher, die als Standardwerk gelten. Das zusammen mit Robert F. Schmidt herausgegebene Lehrbuch Physiologie des Menschen erschien in zahlreichen Auflagen.

## Auszeichnungen
- 1961 Wolfgang-Heubner-Preis der Freien Universität Berlin[1][7]
- 1964 Preis der Feldberg-Stiftung London[1][7]
- 1964 1. Preis der Carl-Diem-Stiftung des Deutschen Sportbundes[1][7]
- 1969 Adolf-Fick-Preis (Würzburg)[7]
- 19670 Mitgliedschaft der Akadamie der Wissenschaften und der Literatur in Mainz (1985 Präsidentschaft)
- 1986 Bundesverdienstkreuz 1. Klasse
- 1991 Großes Bundesverdienstkreuz[5]

## Gerhard Thews Preis
Der mit 1000 EUR dotierte Gerhard Thews Preis wird seit dem Jahr 2010 jährlich „für die beste medizinische und naturwissenschaftliche Doktorarbeit am Institut für Physiologie und Pathophysiologie“ der Universität Mainz vergeben.
Preisträger
- 2010 Dr. Jula Huppert[6]
- 2011 Dr. Christoph Zehendner und Dr. Jenq-Wei Yang[8]
- 2013: Dr. Marlis Gerigk und Dr. Nina Hochhaus[9]

## Schriften (Auswahl)
- Ein schnellregistrierendes Absorptions-Spektralphotometer zur Untersuchung biologischer Farbstoffe. Dissertation vom 30. Juli 1954, Universität Kiel.
- Die Sauerstoffdiffusion in Hämoglobin- und Myoglobinlösungen: Ein Beitrag zur Frage der Sauerstoffaufnahme in der Lunge. Dissertation vom 17. Januar 1958, Universität Kiel.
- Die Sauerstoffdiffusion im Gehirn: Ein Beitrag zur Frage der Sauerstoffversorgung der Organe. Habilitationsschrift vom 13. Mai 1959, Universität Kiel.
- Nomogramme zum Säure-Basen-Status und zum Atemgastransport- Springer, Berlin 1971.

sowie etwa 100 weitere Fachveröffentlichungen.
Lehrbücher (Auswahl)
- mit Robert F. Schmidt und Florian Lang (Hrsg.): Physiologie des Menschen. 28. Auflage 2000, Springer, Berlin/Heidelberg 2000, ISBN 3-540-21882-3.
- mit Peter Vaupel: Vegetative Physiologie. 5. Auflage 2005, Springer, Berlin/Heidelberg 2005, ISBN 3-540-24070-5.
- mit Ernst Mutschler und Peter Vaupel: Anatomie, Physiologie, Pathophysiologie des Menschen. 6. Auflage 2007, Wissenschaftliche Verlagsgesellschaft, Stuttgart.